# Alpe Giumello
Alpe Giumello (dalla forma dialettale "giumèl", "gemello") è una piccola località sciistica situata nel comune di Casargo, in provincia di Lecco, a 1536 m s.l.m. sul versante sud del monte Muggio, la cui vetta raggiunge i 1799 m s.l.m.
Questo "balcone naturale sulle Alpi" è raggiungibile risalendo dalla Valsassina, ed è posto tra la stessa e la Valvarrone. Nelle vicinanze si colloca la chiesetta di S.Ulderico, nata probabilmente come eremo dell'XI sec.

## Attività sportive
Alpe Giumello è luogo di decollo per gli appassionati del deltaplano e parapendio (l'atterraggio classico avviene invece nei prati di Taceno).
Nel 2009 è stato inaugurato un nuovo impianto per l'attività sciistica composto da uno ski-lift e da un tapis-roulant, attivo solo in presenza di neve e gestito da volontari.